# Сухомлыновка
Сухомлыновка (укр. Сухомлинівка), село, 
Китченковский сельский совет,
Краснокутский район,
Харьковская область.
Население села в 1987 году составляло 0,01 тыс. человек.
Село ликвидировано в 1992 году.

## Географическое положение
Село Сухомлыновка находится на расстоянии в 3 км от реки Грузская (правый берег).
На расстоянии в 1 км расположено село Ковальчуковка.
Рядом в селом проходит автомобильная дорога Т-2106.

## Происхождение названия
В некоторых документах село называют как Сухомлиновка.